# Brenda Hillhouse
Brenda Hillhouse (* 11. Dezember 1953) ist eine US-amerikanische Filmschauspielerin.

## Leben
Brenda Hillhouse war seit 1980 als Nebendarstellerin in US-Fernsehserien-Episoden tätig. Sie war Schauspiel-Lehrerin von Quentin Tarantino und war dann von ihm in kleinen Nebenrollen seiner Filme besetzt worden: Beim Frühwerk My Best Friend’s Birthday spielt sie die Ehefrau des Magnaten, bei Pulp Fiction Butch Coolidges Mutter und schließlich bei From Dusk Till Dawn das Entführungs-Opfer Gloria.

## Filmografie (Auswahl)
- 1982: Happy Days (Fernsehserie, eine Folge)
- 1982: Dallas (Fernsehserie, eine Folge)
- 1982: Straße der Ölsardinen (Cannery Row)
- 1987: My Best Friend’s Birthday
- 1994: Pulp Fiction
- 1995: Emergency Room – Die Notaufnahme (ER, Fernsehserie, eine Folge)
- 1996: From Dusk Till Dawn